# Volxrox
Volxrox, auch VolXRoX geschrieben, ist eine Schweizer Mundartrockband aus dem Emmental, die französische und schweizerdeutsche Texte singt.

## Bandgeschichte
Bis 2014 war Sänger und Örgeli-Spieler Simu Lüthi mit seinem Vater als musikalisches Duo Simu & Simu als Volksmusiker aktiv. Als sein Vater aufhörte, gründete er mit den Bernern Pietro Catale, Edy Oberli und Küre Müller und dem Aargauer Alain Boog (2013 Teilnehmer an The Voice of Switzerland) die Band Volxrox. Zwar greift die Band auch noch auf Stücke aus der Volsmusikzeit zurück, musikalisch orientierte sie sich aber in Richtung Rock ’n’ Roll, Rockabilly und Boogie-Woogie. Bekannt wurden sie durch das Eidgenössische Schwing- und Älplerfest 2016 in Estavayer, für das sie das von Lüthi und seiner Frau geschriebene Lied Kampf ume Thron als Veranstaltungshymne beisteuerten. Anschliessend stiegen sie mit ihrem Debütalbum Swiss Wörker Musig auf Platz 7 der Schweizer Hitparade ein. 2017 nahmen sie an der Fernsehsendung Jobtausch teil und tauschten zwei Mitglieder mit einer mexikanischen Mariachi-Band aus.
Bis zu ihrem nächsten Album verging einige Zeit. Zwischenzeitlich widmeten sie sich unter anderem der Familie, es gab aber auch eine Umbesetzung: Catale verliess die Band und wurde durch die Gitarristen Arian Frey und Louis Schütz ersetzt. 2019 folgte Album Nummer zwei mit dem Titel Familie-Fest. Produziert wurde es von Thomas J. Gyger, der unter anderem auch Produzent von Gölä ist. Erneut stiegen sie damit in die Top 10 ein und erreichten Platz 7 der Albumcharts.
Mit ihrem dritten Album "Zrügg uf Fäud 1", welches am 6. Februar 2022 erschien, schaffte es die Band auf den 1. Platz in den Schweizer Albumcharts.
Am 13. Januar 2023 hat die Band den Fansong "Go Odi Go" für den Schweizer Skirennfahrer und späteren Doppelweltmeister Marco Odermatt veröffentlicht.

## Mitglieder
- Simu Lüthi, Sänger, Schwyzerörgeli
- Alain Boog, Sänger, Piano
- Küre Müller, Schlagzeug
- Pascal Eggli, Sänger, Bass
- Louis Schütz, Gitarre

Ehemalige Mitglieder
- Pietro Catale, Sänger, Gitarre
- Edy Oberli, Bass
- Adrian Frey, Gitarre

## Diskografie
Alben
- Volxrox (2016)
- Familie-Fest (2019)
- Zrügg uf Fäud 1 (2022)[6]

Lieder
- Kampf ume Thron (2016)
- Hüt u itz (2016)
- Familie-Fest (2019)
- Mis Ämmitau
- Mit Dir
- Zrügg uf Fäud 1 (2022)[6]
- Go Odi Go (2023)[7][8]